# 孔垂楠
孔垂楠（1991年2月9日—），漢族，中国大陆男演員，毕业于首都師範大學科德學院。2011年因出演微電影《歌舞青春》而步入演艺圈。2014年擔任中國首部耽美電影《類似愛情》之男主角安子晏而打開名氣，2015年拍攝類似愛情續集《只有我知》、2016年在《旋風少女2》飾演葉沖，2016年四月發行首張個人單曲《遇見東京的雨》。
2019年10月20日，孔垂楠女友张孟妍在网上发文，指控孔垂楠是双性恋，多次出轨，传染性病给她，令她抑郁加重并两度自杀。孔垂楠通过新浪微博宣布延缓演艺事业。

## 電視劇
- 2016年《旋風少女2》
- 2016年《識汝不識丁》飾 陳文帝
- 2017年《愿有人陪你颠沛流离》(網絡劇)飾 阿泰
- 2018年《单恋大作战》飾 胡理山
- 2018年《人生若如初相见》飾 高紹轩
- 2018年《北京女子图鉴》(網絡劇)飾 朱朝阳
- 2020年《天醒之路》飾 衛天啟
- 2021年《女孩子不好惹》(網絡劇)飾 唐琪(客串)

## 電影
- 2011年《歌舞青春》(微電影)
- 2014年《類似愛情》(網絡電影) [3]
- 2015年《類似愛情2只有我知》(網絡電影)
- 2015年《泡妞秘籍》(網絡電影)演 秦正楠
- 2018年《一代倾城逐浪花》(網絡電影)演 墨麒麟
- 2018年《二十岁》演 符号